# 232
Năm 232 là một năm trong lịch Julius. 